# Athrotaxis cupressoides
Athrotaxis cupressoides — вид хвойних рослин родини кипарисових.

## Поширення, екологія
Країни проживання: Австралія (Тасманія). Зростає на висотах від 700 до 1300 м над рівнем моря. Відносно невелике, повільноросле, довговічне дерево з субальпійської зони, де іноді утворює щільні деревостої. Часто зустрічається в захищених від пожеж місцях, таких як болота, навколо берегів озера або уздовж струмків. Зазвичай пов'язаний з хвойними, таких як Diselma archeri і Pherosphaera hookeriana і покритонасінними, такими як Eucalyptus coccifera, Orites acicularis, Richea scoparia, Richea pandanifolia і Nothofagus gunnii.

## Морфологія
Широко стовпчасте дерево 6–15 м заввишки, з висхідними гілками. Кора буро-сіра. Листки лускоподібні, темно-зелені, тупі, 3–4 мм довжиною. Чоловічі шишки кульові, 3 мм довжиною, з 2–4 пилковими мішками. Жіночі шишки помаранчеві, кулясті, 0.5–1.5 см довжиною 0.6 см шириною. Насіння з 2 рівними крилами. Сім'ядолі 2.

## Використання
Використання не зафіксовано для цього виду. Має кострубаті стовбури й не має хорошої деревини, але вид можуть іноді продавати і вирощувати як декоративний.

## Загрози та охорона
Цей вид надзвичайно пожежечутливий і велика частина всього населення була знищена пожежею на Центральному плато в 1960/61. Регенерацію виду обмежує випас худоби, в основному, введених овець і кроликів, з яких останній залишається проблемою. Більше 90% з решти областей виду тепер знаходяться в межах Всесвітньої спадщини Тасманії.